# Избори за предсједника Црне Горе 2023.
Избори за предсједника Црне Горе 2023. четврти су избори за предсједника у Црној Гори од независности 2006. године и девети од установљавања функције предсједника Републике 1992. године. Кандидовало се седам особа, шест политичара и једна нестраначка личност.
Први круг је одржан 19. марта 2023. године, а пошто ниједан кандидат није освојио 50% гласова, други круг у којем учествују два кандидата са највише освојених гласова, одржао се 2. априла 2023. године. Кандидати су могли да буду сви грађани који имају пребивалиште у држави дуже од десет година, а који су скупили 10.000 потписа подршке. Сваког кандидата морала је да предложи политичка партија или група грађана. Актуелни предсједник је имао право да се кандидује за нови мандат.
Мило Ђукановић је 2. априла 2023. признао пораз у другом кругу предсједничких избора и честитао противкандидату Јакову Милатовићу. Поручио је да прихвата изборни резултат и додао да његовом насљеднику жели да буде успјешан предсједник, јер, како је рекао, ако буде успјешан, то значи да ће и Црна Гора бити успјешна. У његовом изборном штабу окупљени нијесу дозволили новинарима да постављају питања. Милатовић је 20. маја 2023. године преузео службу предсједника државе.

## Позадина
На претходним председничким изборима одржаним 2018. године победио је Мило Ђукановић, лидер Демократске партије социјалиста (ДПС), са 53,9 одсто гласова у првом кругу. Мило Ђукановић је био подобан за реизбор, јер је свој први председнички мандат (1998−2003) провео пре обнове независности Црне Горе 2006. године 
Председнички избори су одржани у јеку најдубље политичке кризе са којом се Црна Гора суочила од независности од Србије 2006. године, при чему парламент не може да формира нову владу након што је у августу 2023. срушио владу премијера Дритана Абазовића, а Ђукановић се залагао за нову скупштину. избори. Ђукановић, лидер ДПС-а, више од три деценије је владао Црном Гором или као премијер или као предсједник. Иако се сматра прозападним, током свог дугог времена на власти био је умешан у бројне корупционашке афере и многи желе да га виде ван политике. Била је то горљива жеља да се Ђукановић и ДПС отерају са власти који окупљају три идеолошки разнородна опозициона савеза и формирају прву владајућу коалицију у независној Црној Гори која је искључила дуго владајућу Ђукановићеву странку. Коалиција, која варира од крајње десничарске и проруске до прозападне и грађанске, добила је већину у парламенту након парламентарних избора у августу 2020. Јаков Милатовић је био независни члан технократског кабинета, док је десничарски популистички Демократски фронт Андрије Мандића био међу странкама које су га подржале у парламенту. Међутим, осим снажне жеље да се ДПС и њен лидер скину са власти, чланови коалиције су имали мало тога заједничког и нијесу били у стању да спроведу реформе. Парламентарна криза довела је до упражњења или статуса привремене службе неколико великих државних институција, укључујући статус службеника владиног кабинета и државног тужилаштва и најзапаженије упражњено место у Уставном суду. Како се „анти-ДПС“ скупштинска већина распала, очекивало се да ће се Ђукановић и његова партија вратити на власт. Међутим, локални избори одржани у неколико општина током 2021. и 2022. године показали су да странка уместо тога губи подршку народа. Губитак већине ДПС-а посебно у главном граду Подгорици виђен је као казна за Ђукановића, прилично контрапродуктивну улогу у текућој политичкој кризи у земљи. Избори су били одржани јер је земља захваћена једногодишњим политичким ћорсокаком обиљеженим изгласавањем неповјерења у двије одвојене владе и свађом између парламентарне већине и бившег предсједника Ђукановића око именовања новог мандатара. Ђукановић, Милатовић и Мандић се виде као најјачи од седам кандидата и једини који имају реалне шансе да прођу у други круг, преносе медији. Функција предсједника је у Црној Гори углавном церемонијална, али предсједничке изборе 2023. многи виде као барометар за предстојеће ванредне парламентарне изборе, које је бивши предсједник Ђукановић заказао за 11. јун 2023. године, распуштајући парламент неколико дана прије првог круга предсједничких избора у Црној Гори. који је кандидовао за свој трећи мандат шефа државе.

## Изборни систем
Предсједник Црне Горе се бира по систему два круга; ако ниједан кандидат не добије више од 50% гласова у првом кругу, други круг се одржава две недеље касније. За подношење кандидатуре Државној изборној комисији потенцијални кандидати треба да прикупе 8.101 потпис. Нови председник се бира сваких пет година и може имати само два мандата.

## Први круг

### Кампања
Актуелни предсједник Мило Ђукановић, који је и лидер највеће парламентарне странке ДПС, има право на реизбор. Међутим, ни Ђукановић ни његова странка нису саопштили јавности да ли планира да изађе на изборе, док се Ђукановић на крају није огласио 24. фебруара, два дана прије истека рока за подношење кандидатура. Претходно се у оквиру Ђукановићеве странке залагала и потенцијална кандидатура одлазећег градоначелника Подгорице Ивана Вуковића и бившег премијера Душка Марковића. Након низа неуспешних покушаја да са ДПС-ом и осталим партијама у оквиру самопроглашеног „суверенистичког блока” предложи заједничког кандидата, Социјалдемократска партија (СДП) је 9. фебруара одлучила да предложи свог кандидата, народног посланика Драгињу Вуксановић, која је већ кандидат странке на претходним изборима 2018.године, када је неочекивано освојила преко 8% подршке бирача. СДП се у почетку залагао за заједничку подршку кандидатури Милице Пејановић-Ђуришић, амбасадорке Црне Горе при Уједињеним нацијама, или неког другог „некомпромитованог независног кандидата“, док су мање странке ЛП и СД биле спремне да беспоговорно подрже изабраног кандидата од стране ДПС-а. Предсједничким изборима претходили су локални избори у октобру 2022. године, који су резултирали лошим резултатима Ђукановићеве странке, која је први пут од 1990-их изгубила власт у 11 од 14 општина у којима су одржани избори, укључујући и главни град Подгорицу. Ђукановићев ДПС је и на локалним изборима 2020, 2021. и 2022. године, први пут од оснивања, остао без градоначелничке функције у великој већини општина, што је пратило и пад подршке јавности, због чега су многи од предстојећих избори су названи „најнеизвеснијим од црногорске независности“.
Члан владајуће коалиције, СНП је првобитно предложио лидера ДЕМОС -а и кандидата на изборима 2013. Миодрага Лекића за „заједничког кандидата партија скупштинске већине“, што су остале странке на крају одбиле. Крајем јануара, десничарски популистички Демократски фронт (ДФ) најавио је да ће предложити свог неформалног лидера и лидера Нове Српске Демократије Андрију Мандића, који је био кандидат још 2008. године. На крају, у фебруару, СНП је одлучио да подржи кандидатуру Мандића, одустајући од предлога да се кандидује са својим кандидатом. Док је Демократска Црна Гора (ДЦГ) првобитно позивала на заједничког кандидата самопроглашеног „грађанског блока“ заједно са Уједињеном реформском акцијом (УРА) и новооснованом Европом сада! покрета, коначно одлучивши да истакне кандидатуру свог лидера Алексе Бечића. Странка УРА премијера Дритана Абазовића најавила је да неће имати свог кандидата и на крају одлучила да подржи кандидатуру Бечића.
Покрет Европа Сад! је првобитно одлучио да за свог кандидата предложи једног од оснивача Милојка Спајића, бившег министра финансија у Влади Здравка Кривокапића. Међутим, он је дисквалификован због сумње да има србијанско држављанство. Црногорски закон не дозвољава особама са двојним држављанством да се кандидују за председника. Спајићева дисквалификација од стране Централног изборног тијела (ДИК), састављена углавном од делегата ДПС-а и ДФ-а, била је брза и није чекала завршетак истраге коју је покренуло Министарство унутрашњих послова. Спајић је тврдио да је у тренутку подношења кандидатуре имао само црногорско држављанство, приложивши сва законски потребна документа Министарства унутрашњих послова Црне Горе и доказ да се званично одрекао држављанства Републике Србије раније у фебруару 2023. То је дало повода за спекулације да је на одлуку ДИК-а утицао ДПС јер је Спајић виђен као озбиљна пријетња Ђукановићу. За дисквалификацију Спајића гласали су и чланови ДИК-а из ДФ-а. Многи НВО активисти и правници критиковали су одбијање кандидатуре од стране државне комисије, наводећи да је то прекорачење својих овлашћења, непостојање правног основа за одбијање кандидатуре и страно мешање (позивање Владе Србије ) у изборни процес у Црној Гори. Такође, Спајићев покрет и поједине невладине организације назвали су одлуку ДИК-а „политичком дисквалификацијом“ и злоупотребом тог тијела од стране представника двије тренутно највеће политичке партије у парламенту, ДПС-а и ДФ-а. Проблематизује се и селективност одлуке комисије, с обзиром да ДИК није проверавао статус осталих кандидата који су претходно потврђени, међу којима је и просрпски кандидат ДФ-а Андрија Мандић, који је више пута јавно саопштавао да има и држављанство Републике Србије, чија је кандидатура потврђена почетком фебруара без провере тих тврдњи.  Покрет Европа Сад! је поново постао предмет спиновања и негативне кампање коју су покренули медији блиски обема, највећим црногорским и српским националистичким партијама, ДПС-у и ДФ-у, које је покрет касније оптужио за "координисану активност" против кампање њиховог кандидата.
Убрзо након тога, Европа сад је номиновао Јакова Милатовића, бившег министра привреде у Влади Здравка Кривокапића. Међутим, његова кампања није прошла глатко. На Цетињу, бившој престоници Црне Горе, група од 30-ак људи напала је Милатовића на путу на предизборни скуп, дан након прве изборне дебате емитоване 11. марта на националном каналу. Након чега је уследило објављивање лажних вести, дезинформација и негативна кампања против Милатовића и чланова његовог покрета, као и неких невладиних организација и западних страних представника који су критиковали напад, који су на Интернет пласирали углавном медији, организације и активисти који подржавају актуелног председника Ђукановића., док су поједини појединци блиски Ђукановићевој странци подржали или релативизовали напад, називајући га „мирним протестом грађана“. Европа сад тврди да је групу организовао ДПС. Друга група људи, такође оптужених да су присталице ДПС-а, покушала је да спријечи Милатовићев састанак са присталицама у граду Никшићу протеклог викенда кампање.
Пошто и Ђукановић и Милатовић имају за циљ да заузму проевропски центар, дебата се свела на питање политичког искуства насупрот стручности стеченој ван политике. Ђукановић је рекао да ће избори одредити да ли ће се Црна Гора "развијати као модерна европска држава, или ће прихватити позицију која понизно служи интересима других држава". Он је упоредио гласање од 19. марта са оним 1997. године када је први пут изабран за председника, истичући свој статус једног од најдуже владајућих лидера у Европи. С друге стране, политички новајлија Милатовић је рекао да је вријеме да Црногорци гласају за људе који имају знање и стручност. Као отклон од идентитетских питања која су дуго доминирала државном политиком, он у свом програму истиче економски развој земље, досљедно се издвајајући снажним антикорупцијским порукама од актуелног предсједника Ђукановића и његовог ДПС-а. Кандидат просрпске деснице Мандић оспорио је Милатовићеву тврдњу да су Црној Гори потребни стручњаци, рекавши да Ђукановића са власти може збацити само неко искусан у политици као што је он, попут Ђукановића, Мандић се политиком бави од 1990-их. Бивши председник Скупштине Алекса Бечић, четврти од седам председничких кандидата, који се кандидују на центристичкој платформи, рекао је да „интереси Црне Горе треба да буду на првом месту, а интереси партија и кандидата по страни“. Кандидат Социјалдемократске партије Драгиња Вуксановић једина је жена која се такмичи за ту функцију. Ђукановић се у кампањи државнички представљао и истовремено одавао утисак да ће „земља упасти у хаос и пропаст ако буде поражен“. Контроверзно јер је Црна Гора постала све више корумпирана током Ђукановићеве три деценије владавине, а ауторитарност његовог руковођења изазвала је неслагање међу представницима ЕУ. Андрија Мандић је до сада био „вјечна опозиција“ у црногорској политици. Мандић је одавно познат не само као присталица заједничке државе са Србијом, већ и као тврдокорни српски националиста и противник евроатлантских интеграција Црне Горе. Свакако да се Мандић на кришке одваја од својих радикално просрпских ставова и тражи пут ка политичком центру, декларативно прихватајући чланство Црне Горе у НАТО и подржавајући чланство Црне Горе у ЕУ. Ђукановић је на крају кампање изјавио да Демократски фронт и његов лидер Мандић "нису били неприхватљив партнер за будућу сарадњу".
У међувремену, није било институционалне реакције на тужбу појединих невладиних организација и грађанских активиста Уставном суду на Ђукановићеву кандидатуру, наводећи да се не може кандидовати за трећи мандат и тврдњу да је Републичка изборна комисија погрешно протумачила закон потврђујући Ђукановића. кандидатура. Међутим, ово тумачење је контроверзно као када је Ђукановић био председник између 1998. и 2002. године када је Црна Гора била део државне заједнице са Србијом.
У недељама пре првог круга 19. марта, било је наговештаја да би Русија могла да покуша да се умеша у гласање Црне Горе. Габријел Ескобар, заменик помоћника америчког секретара који надгледа политику према земљама Западног Балкана, укључујући Црну Гору, упозорио је да ће Русија покушати да интервенише на председничким изборима, изазивајући унутрашње тензије и сукобе у периоду до избора 19. марта. Ескобар је рекао да ће Русија користити традиционалне канале за дезинформације. Црногорски дигитални форензички центар је у марту тврдио да је руска интервенција у црногорској политици ојачала након општих избора 2020. када су велике проруске странке постале дио владајуће коалиције. Већ су била упозорења на могуће изборне преваре јер бирачки списак није ажуриран упркос открићима још 2020. да је било више од 50.000 „фантомских бирача“. Процес гласања ће посматрати мисија ОЕБС-а.

### Кандидати
Црногорска државна изборна комисија (ДИК) је утврдила седам кандидата
- У ДИК-у је 4. марта одређен редослед жребом[41]

| # | Кандидат | Кандидат                     | Странка | Странка   | Детаљи | Потврђена   |
| - | -------- | ---------------------------- | ------- | --------- | --- | ----------- |
| 1 |          | Мило Ђукановић               |         | ДПС       | Актуелни предсједник (1998–2002; 2018–тренутно), бивши премијер (1991–1998; 2003–2006; 2008–2010; 2012–2016), лидер Демократске партије социјалиста (ДПС) од 1998. најавио је 24. фебруара и поднијета 25. фебруара 2023. године.                             | 26. фебруар |
| 2 |          | Јаков Милатовић              |         | ЕС!       | Економиста, бивши министар економије (2020–2022), изабрани градоначелник Подгорице од избора 2022. године, суоснивач и замјеник лидера новооснованог покрета Европа сад (ПЕС) покрет. Кандидатура објављена 23. фебруара и предата 26. фебруара 2023. године. | 28. фебруар |
| 3 |          | Андрија Мандић               |         | ДФ        | Посланик (2001–2020; 2022–данас), члан предсједништва Савеза Демократски фронт (ДФ), лидер странке Нова српска демократија (НСД), кандидат 2008. Кандидатура објављена 28. јануара и предата 3. фебруара 2023.                                                | 8. фебруар  |
| 4 |          | Јован Радуловић              |         | Независан | Лични тренер, интернет личност, комичар и креатор садржаја из Подгорице, уз подршку групе грађана (ГГ). Кандидатура поднета 26. фебруара и потврђена 3. марта 2023. од стране Државне изборне комисије.                                                       | 3. март     |
| 5 |          | Горан Даниловић              |         | УЦГ       | Бивши посланик (2006–2016; 2016–2020), бивши министар унутрашњих послова у привременом кабинету (2016), оснивач и актуелни лидер Уједињене Црне Горе (УЦГ). Кандидатура објављена 28. јануара и предата 20. фебруара 2023. године.                            | 27. фебруар |
| 6 |          | Алекса Бечић                 |         | ДЦГ       | Посланик од 2016. године, бивши предсједник Скупштине (2020–2022), оснивач и лидер странке Демократска Црна Гора (ДЦГ) и савеза Мир је наша нација (МјНН). Кандидатура објављена 24. фебруара и предата 26. фебруара 2023. године.                            | 28. фебруар |
| 7 |          | Драгиња Вуксановић Станковић |         | СДП       | Посланик од 2012. године, професор права, члан и бивши лидер Социјалдемократске партије (СДП) од 2019. до 2021. године, председнички кандидат на изборима 2018. године. Кандидатура објављена 9. фебруара и предата 22. фебруара 2023. године.                | 23. фебруар |

## Анкете

#### Први круг
| Датум     | Фирма анкете | Ђукановић | Спајић   | Бечић | Мандић | Вуксановић | Даниловић | Остали | Ни за кога | Вођство |      |   |      |     |       |
| --------- | ------------ | --------- | -------- | ----- | ------ | ---------- | --------- | ------ | ---------- | ------- | ---- | - | ---- | --- | ----- |
| Датум     | Фирма анкете | Феб 2023. | MB/CeDem | 35.7% | 21.2%  | 15.8%      | 19.9%     | Остали | Ни за кога | Вођство | 6.1% | – | 1.2% | n/a | 14.5% |
| Феб 2023. | IDD          | 22.7%     | 30%      | 4.6%  | 10%    | 3%         | 4%        | 15.7%  | 9.2%       | 7.3%    |      |   |      |     |       |

| Датум     | Фирма анкете | Ђукановић | Кривокапић | Бечић | Мандић | Абазовић | Лекић | Остали | Остали | Вођство |      |   |       |       |       |
| --------- | ------------ | --------- | ---------- | ----- | ------ | -------- | ----- | ------ | ------ | ------- | ---- | - | ----- | ----- | ----- |
| Датум     | Фирма анкете | Јун 2021. | CeDem      | 41.5% | 9.6%   | 19.4%    | 11.5% | Остали | Остали | Вођство | 7.3% | – | 10.7% | 10.7% | 22.1% |
| Окт 2020. | NSPM         | 30.3%     | 25.2%      | 13%   | 4.5%   | 12.7%    | 3.3%  | 11%    | 11%    | 5.1%    |      |   |       |       |       |

Други круг
| Датум | Анкетна фирма | Ђукановић | Спајић   | Вођство |       |       |       |
| ----- | ------------- | --------- | -------- | ------- | ----- | ----- | ----- |
| Датум | Анкетна фирма | Феб 2023. | MB/CeDem | Вођство | 44.7% | 55.3% | 10.6% |

| Датум | Анкетна фирма | Ђукановић | Бечић    | Вођење |       |       |      |
| ----- | ------------- | --------- | -------- | ------ | ----- | ----- | ---- |
| Датум | Анкетна фирма | Феб 2023. | MB/CeDem | Вођење | 47.1% | 52.9% | 5.8% |

| Датум | Анкетна фирма | Ђукановић | Мандић   | Вођење |       |       |      |
| ----- | ------------- | --------- | -------- | ------ | ----- | ----- | ---- |
| Датум | Анкетна фирма | Феб 2023. | MB/CeDem | Вођење | 54.7% | 45.3% | 9.4% |

### Подршке — први круг
- Демократска Црна Гора (ДЦГ)[48]

- Покрет "Нови побјеђује"[49]
- Покрет "Пленум 083"[50]
- Уједињена реформска акција (УРА)[51]
- Демократска српска странка (ДСС)[52]

- Уједињена Црна Гора (УЦГ)[53]

- Демократска партија социјалиста (ДПС)[54]

- Социјалдемократе Црне Горе (СД)[55]
- Либерална партија Црне Горе (ЛП)[56]
- Хрватска грађанска иницијатива (ХГИ)[57]
- Демократска партија Рома (ДПР)[58]
- Бошњачка странка (БС)[59]
- Демократска партија (ДП)[59]
- Демократска унија Албанаца (ДУА)[59]
- Партија црногорских Муслимана (ПЦМ)[60]
- Грађански покрет Нова љевица (ГПНЉ)[61]

- Педро Санчез, премијер Шпаније[62]
- Димитар Ковачевски, премијер Северне Македоније[63]
- Стефан Левен, бивши премијер Шведске и председник Партије европских социјалиста[64]
- Андреас Шидер, члан Европског парламента и бивши државни секретар министарства финансија Аустрије[65]
- Денис Бећировић, бошњачки члан предсједништва БиХ  (2022-тренутно)[66]

- Демократски фронт (ДФ)[67]

- Социјалистичка народна партија Црне Горе (СНП)[68]
- Права Црна Гора (ПЦГ)
- Слободна Црна Гора (СЦГ)[69]
- Српска радикална странка (СРС)
- Весна Братић, бивши министар просвјете, науке, културе и спорта, и бивши предсједник НВО Не дамо Црну Гору[70]
- Савез удружења расељених и избеглих у Црној Гори[71]
- Српски национални савјет Црне Горе[72]

- Милорад Додик, председник Републике Српске[73]

- Европа сад (ЕС)[74]
- Цивис[75]
- Демохришћански покрет (ДП)[76]
- Странка правде и помирења (СПП)[77]
- Новска листа[78]
- Народ Побјеђује
- Нова Будва
- Не Дамо Мојковац
- Бирам Бар[79]
- Не дамо Никшић[80]
- Дурмиторска иницијатива[81]
- Алтернатива Црна Гора (НВО)[82]
- Југословенска комунистичка партија Црне Горе (ЈКПЦГ)[83]
- Партија Пензионера Инвалида и Реституције (ПИР)
- Демократска Странка Јединства (ДСЈ)
- Здравко Кривокапић, бивши предсједник владе Црне Горе, и оснивач и први предсједник НВО Не дамо Црну Гору[84]

- Социјалдемократска партија (СДП)[85]
- Нова демократска снага (Форца)[86]
- Грађански покрет Нова љевица (ГПНЉ)[61]

### Подршке — други круг
- Демократска партија социјалиста (ДПС)

- Ненад Чанак, Рада Трајковић, Соња Бисерко[87]

- Европа сад (ЕС)

- Демократски фронт (ДФ)
- Демократска Црна Гора (ДЦГ)
- Социјалистичка народна партија Црне Горе (СНП)[88]
- Уједињена реформска акција (УРА)[89]
- Права Црна Гора (ПЦГ)[90]
- Уједињена Црна Гора (УЦГ)
- Слободна Црна Гора (СЦГ)
- Демократски Савез (ДЕМОС)
- Радничка партија (РП)[91]
- Српски Реформисти
- Демократија
- Светосавска Српска листа
- Српска радикална странка (СРС)
- Демократска српска странка (ДСС)
- Покрет За Живот Никшића
- Бокешки Форум
- Покрет за Пљевља (ПЗП)
- Покрет "Нови побјеђује"[49]
- Покрет "Пленум 083"[50]
- Савез удружења расељених и избеглих у Црној Гори[71]
- Српски Реформисти
- Српски национални савјет Црне Горе
- Алекса Бечић (Демократска Црна Гора)[92], кандидат из првог круга
- Горан Даниловић (Уједињена Црна Гора)[93], кандидат из првог круга
- Андрија Мандић (Демократски фронт)[94], кандидат из првог круга
- Милорад Додик, председник Републике Српске
- Александар Вучић, председник Републике Србије
- Ивица Дачић, потпредседник Владе Републике Србије и Министар Спољних Послова

### Дебата
| Датум и време                                      | Емитер         | Кандидати | Кандидати | Кандидати | Кандидати | Кандидати | Кандидати | Кандидати  |
| Датум и време                                      | Емитер         | Ђукановић | Милатовић | Мандић    | Радуловић | Даниловић | Бечић     | Вуксановић |
| -------------------------------------------------- | -------------- | --------- | --------- | --------- | --------- | --------- | --------- | ---------- |
| 9. март 20:00                                      | РТЦГ           | П         | П         | П         | Н         | П         | П         | П          |
| 16. март 20:00                                     | РТЦГ(отказано) | Н         | Н         | Н         | Н         | Н         | Н         | Н          |
| 16. март 20:00                                     | Прва ТВ        | П         | НИ        | П         | НИ        | НИ        | НИ        | НИ         |
| 16. март 20:00                                     | Вијести        | Н         | П         | П         | Н         | П         | П         | П          |
| П Присуствовао НИ Није присуствовао Н Одбили позив |                |           |           |           |           |           |           |            |

## Други круг

### Кандидати
| Кандидати у другом кругу                 | Кандидати у другом кругу                       |
| ---------------------------------------- | ---------------------------------------------- |
| Мило Ђукановић                           | Јаков Милатовић                                |
| ДПС                                      | Европа сад                                     |
|                                          |                                                |
| Тренутни предсједник Црне Горе (од 2018) | Бивши министар економије Црне Горе (2020–2022) |

### Подршке председничких кандидата из првог круга
| Кандидат           | Подршка | Подршка           |
| ------------------ | ------- | ----------------- |
| Андрија Мандић     |         | Јаков Милатовић   |
| Горан Даниловић    |         | Јаков Милатовић   |
| Алекса Бечић       |         | Јаков Милатовић   |
| Јован Радуловић    |         | Мило Ђукановић    |
| Драгиња Вуксановић |         | Против Ђукановића |

### Изборна дебата
Једини изборни ТВ дуел између предсједничких кандидата у другом кругу, Мила Ђукановића и Јакова Милатовића, заказан је за 31. март у продукцији Националног јавног сервиса Црне Горе (РТЦГ) и биће директно емитован на каналу ТВЦГ1.

### Кампања
Дугогодишњи актуелни председник Ђукановић је други круг председничких избора приказао као „избор између независне Црне Горе и земље коју контролишу суседна Србија и Русија “, називајући то „одлучујућом битком за опстанак Црне Горе“, рекавши да „не планира да изгуби изборе“, те да се може очекивати да ће он предводити своју странку на предстојећим ванредним парламентарним изборима. Ђукановић је инсистирао да бирачи бирају и да ли ће Црна Гора "напредовати ка ЕУ интеграцијама или ће наставити да посрће, као што је био случај у протекле двије године", пошто је његов ДПС срушен након 30 година власти. Милатовић, који је био у Кабинету Кривокапића, првој пост-ДПС влади, каже да су Ђукановић и његова странка "девастирали Црну Гору током своје владавине, дозвољавајући криминалу и корупцији да прогутају друштво". Ђукановић је свог противника Милатовића оптужио за „брутални популизам”. Милатовић је прогласио Ђукановићеву еру завршеном, залажући се за потребу промјена и обећавајући бољу будућност. Посматрачи кажу да је Милатовић, политички новајлија који је служио у влади изабраној након парламентарних избора 2020, али се касније одвојио од владајуће коалиције, стекао популарност због свог независног порекла и фокусираности на свакодневне проблеме. Милатовић је након гласања рекао да Ђукановић симболизује "политике подјела из прошлости", те да је гласање кључно за будућу Црну Гору која ће бити "богатија, праведнија, љепша и равноправнија".
- Кандидат у првом кругу Андрија Мандић позива грађане да гласају за Милатовића
- Изглед гласачког листића за други круг предсједничких избора

Оба кандидата залажу се за наставак приступања Црне Горе Европској унији. Ђукановић, који је доминирао црногорском политиком 33 године, суочио се са изазовом након што су се две владе срушиле у року од годину дана, и ривалом у другом кругу Милатовићем, прозападно оријентисаним бившим министром економије који је обећао нови почетак након годину дана политичког застоја, залажући се за ближе везе са обема европским уније и суседне Србије. Иако је предсједништво у Црној Гори углавном церемонијална функција, оно има кључна овлашћења за именовање премијера, распуштање парламента и расписивање избора, а аналитичари су видјели значај другог круга гласова јер би то могло сигнализирати политичку реконструкцију уочи пријевремених парламентарних избора у јуну. Који год кандидат да победи, очекује се да ће значајно повећати шансе његове странке на изборима у јуну. Након објављивања првих прелиминарних резултата првог круга, Ђукановић је изјавио да "не планира да изгуби изборе", очекујући "масовну подршку бирача дијаспоре" у другом кругу, називајући их "својим резервоаром гласова". Милатовић је критиковао те изјаве, називајући такве наративе манипулацијом и непоштовањем црногорских бирача који живе у иностранству, углавном сачињених од економских имигранта са Запада, окривљујући и одговорност Ђукановићевог бившег режима за економску емиграцију из Црне Горе. Ђукановић је критиковао Европску унију што је наводно дозволила Русији да шири свој утицај на Западном Балкану, рекавши да је нестабилни регион постао платформа за антизападну политику због немара ЕУ. Ђукановић је навео да је владајућа коалиција која је дошла на власт након промјене режима 2020. године "економски и финансијски девастирала Црну Гору", због "њихове анти-ЕУ политике". Коалициона влада се обавезала да ће Црна Гора остати на свом путу Европске уније. Милатовић је, уз подршку владајућих партија у другом кругу, изразио снажну подршку земљи која тежи чланству у ЕУ. Ђукановић је рекао да "политика владајуће већине показује другачије". Ђукановић је релативизовао и бројне случајеве корупционашких афера, које је током његовог руковођења Црном Гором доживљавало као кључни проблем, рекавши да корупција "постоји у свим земљама свијета".
Ђукановић је током кампање изнео оштре оптужбе на рачун свог противника, наводећи да Милатовић „уништава животе људи“, чак и да је „одговоран за смрт“ током пандемије ЦОВИД-19. Ђукановић је у више наврата оптуживао Милатовића да је, некако тајно, „радио за великосрпски пројекат“ и за то примао новац, не образлажући те наводе, док су активисти и функционери Ђукановићеве странке свакодневно ширили тврдње да је кандидат Европе сада! покрета који заправо „ради за интересе Србије и Русије“, називајући Милатовића „антицрногорским и антиевропским кандидатом“, као и оптужујући га да наводно „угрожава националне интересе, суверенитет и независност Црне Горе“. Аналитичари наводе да је за скоро све изборне циклусе у Црној Гори од увођења вишепартијског система 1990. године била карактеристична негативна кампања, наводећи је као један од разлога што Црна Гора још није изграђена у пуну либералну демократију., а да су најчешћи узроци „страх од конкуренције и слабост кандидата владајућих“ током деценија бившег режима на челу са Ђукановићем. Милатовић је у одговору рекао да "Ђукановић плаши грађане препознатљивим методама негативне кампање", називајући га "лажним заштитником нације" и "диктатором прошлости". Он је додао: „Сасвим је јасно да је дошло вријеме када снаге окупљене око идеје боље Црне Горе побјеђују на свим нивоима, на идеји која почива на слободи, правди, животном стандарду и економском напретку“. Министарство унутрашњих послова је 23. марта потврдило да је председничком кандидату Милатовићу додељена полицијска заштита, коју је његова организација затражила због страховања да је био физички угрожен.
Невладине организације које су посматрале изборни процес забиљежиле су медијску негативну кампању, спиновање и дезинформације, које су углавном гурали српски и црногорски националистички медији повезани са Ђукановићевом ДПС-ом и ДФ-ом Андрије Мандића. Посматрачи невладиних организација позвали су и Националну агенцију за превенцију корупције (АСК) да истражи случај онлајн плаћене негативне кампање против Милатовића.

## Резултати
Дана 6. априла, Државна изборна комисија је објавила коначне резултате првог и другог круга.
| Кандидат                        | Кандидат                       | Странка                                   | 1. круг 19. март 2023. | 1. круг 19. март 2023. | 2. круг 2. април 2023. | 2. круг 2. април 2023. |
| Кандидат                        | Кандидат                       | Странка                                   | Гласови                | %                      | Гласови                | %                      |
| ------------------------------- | ------------------------------ | ----------------------------------------- | ---------------------- | ---------------------- | ---------------------- | ---------------------- |
|                                 | Јаков Милатовић                | Европа сад                                | 97.867                 | 28,92                  | 221.592                | 58,88                  |
|                                 | Мило Ђукановић                 | Демократска партија социјалиста Црне Горе | 119.685                | 35,37                  | 154.769                | 41,12                  |
|                                 | Андрија Мандић                 | Демократски фронт                         | 65.394                 | 19,32                  |                        |                        |
|                                 | Алекса Бечић                   | Демократска Црна Гора                     | 37.563                 | 11,10                  |                        |                        |
|                                 | Драгиња Вуксановић Станковић   | Социјалдемократска партија Црне Горе      | 10.669                 | 3,15                   |                        |                        |
|                                 | Горан Даниловић                | Уједињена Црна Гора                       | 4.659                  | 1,38                   |                        |                        |
|                                 | Јован Радуловић                | Независан                                 | 2.574                  | 0,76                   |                        |                        |
| Укупно                          | Укупно                         | Укупно                                    | 338.411                | 100,00                 | 376.361                | 100,00                 |
|                                 |                                |                                           |                        |                        |                        |                        |
| Важећи гласови                  | Важећи гласови                 | Важећи гласови                            | 338.411                | 99,07                  | 376.361                | 98,97                  |
| Неважећи гласови                | Неважећи гласови               | Неважећи гласови                          | 3.169                  | 0,93                   | 3.920                  | 1,03                   |
| Укупно гласова                  | Укупно гласова                 | Укупно гласова                            | 341.581                | 100,00                 | 380.281                | 100,00                 |
| Регистровани гласачи/излазност  | Регистровани гласачи/излазност | Регистровани гласачи/излазност            | 542.154                | 63,00                  | 542.154                | 70,14                  |
| Извор: Државна изборна комисија |                                |                                           |                        |                        |                        |                        |

### Удео гласова
| Први круг‍ | Први круг‍ | Први круг‍ | Први круг‍ | Први круг‍ |
| --------- | --------- | --------- | --------- | --------- |
|           |           |           |           |           |
| Ђукановић | Ђукановић |           | 119.673   | 35,37%    |
| Милатовић | Милатовић |           | 97.858    | 28,92%    |
| Мандић    | Мандић    |           | 65.386    | 19,32%    |
| Бечић     | Бечић     |           | 37.561    | 11,10%    |
| Остали    | Остали    |           | 17.902    | 5,29%     |

| Други круг‍ | Други круг‍ | Други круг‍ | Други круг‍ | Други круг‍ |
| ---------- | ---------- | ---------- | ---------- | ---------- |
|            |            |            |            |            |
| Милатовић  | Милатовић  |            | 221.592    | 58,88%     |
| Ђукановић  | Ђукановић  |            | 154.769    | 41,12%     |

### Резултати по општинама

#### Први круг
Прелиминарни резултати у првом кругу:
| Општина                         | Кандидат  | Кандидат  | Кандидат | Кандидат  | Кандидат  | Кандидат | Кандидат   | Излазност |
| Општина                         | Ђукановић | Милатовић | Мандић   | Радуловић | Даниловић | Бечић    | Вуксановић | %         |
| ------------------------------- | --------- | --------- | -------- | --------- | --------- | -------- | ---------- | --------- |
| Андријевица                     | 740       | 625       | 882      | 8         | 24        | 220      | 13         | 65,29     |
| Бар                             | 9.558     | 5.217     | 3.113    | 319       | 317       | 2.200    | 953        | 54,50     |
| Беране                          | 3.541     | 4.216     | 4.374    | 46        | 266       | 1.657    | 87         | 45,48     |
| Бијело Поље                     | 9.897     | 6.779     | 4.316    | 116       | 425       | 1.643    | 851        | 61,04     |
| Будва                           | 3.154     | 2.695     | 3.986    | 102       | 122       | 1.132    | 316        | 61,64     |
| Гусиње                          | 1.024     | 97        | 30       | 8         | 2         | 17       | 179        | 30,12     |
| Даниловград                     | 2.774     | 3.892     | 1.497    | 86        | 116       | 961      | 163        | 72,43     |
| Жабљак                          | 673       | 602       | 526      | 5         | 14        | 278      | 12         | 70,07     |
| Зета                            | 1.745     | 2.414     | 3.620    | 61        | 86        | 1.389    | 77         | 74,88     |
| Колашин                         | 1.095     | 1.239     | 906      | 31        | 160       | 940      | 62         | 73,22     |
| Котор                           | 3.872     | 2.548     | 1.725    | 123       | 162       | 1.313    | 397        | 55,26     |
| Мојковац                        | 1.560     | 1.027     | 1.233    | 22        | 228       | 624      | 35         | 72,32     |
| Никшић                          | 13.727    | 12.103    | 8.159    | 232       | 499       | 4.773    | 853        | 81,86     |
| Петњица                         | 1.865     | 177       | 13       | 15        | 2         | 159      | 98         | 37,71     |
| Плав                            | 2.652     | 514       | 653      | 33        | 16        | 166      | 372        | 47,00     |
| Плужине                         | 189       | 580       | 739      | 8         | 24        | 190      | 10         | 74,11     |
| Пљевља                          | 4.435     | 4.002     | 6.538    | 48        | 188       | 2.107    | 108        | 68,44     |
| Подгорица                       | 30.477    | 37.743    | 16.117   | 717       | 1.482     | 10.232   | 2.686      | 69,25     |
| Рожаје                          | 6.542     | 1.382     | 268      | 56        | 18        | 703      | 596        | 41,85     |
| Тиват                           | 2.906     | 2.000     | 1.400    | 83        | 120       | 751      | 319        | 63,84     |
| Тузи                            | 3.743     | 660       | 827      | 35        | 3         | 516      | 306        | 49,94     |
| Улцињ                           | 4.163     | 775       | 341      | 103       | 35        | 1.536    | 438        | 36,48     |
| Херцег Нови                     | 3.557     | 4.749     | 3.179    | 136       | 277       | 3.130    | 268        | 60,07     |
| Цетиње                          | 4.501     | 1.265     | 215      | 166       | 33        | 670      | 1.224      | 61,79     |
| Шавник                          | 671       | 226       | 412      | 1         | 25        | 60       | 11         | 81,88     |
| Извор: Државна изборна комисија |           |           |          |           |           |          |            |           |

### Други круг
| Општина     | Мило Ђукановић | Мило Ђукановић | Јаков Милатовић | Јаков Милатовић | Регистровани бирачи | Излазност |        |       |       |
| Општина     | Гласови        | %              | Гласови         | %               | Регистровани бирачи | Излазност |        |       |       |
| ----------- | -------------- | -------------- | --------------- | --------------- | ------------------- | --------- | ------ | ----- | ----- |
| Општина     | Андријевица    | 925            | 32,69%          | 1.905           | Регистровани бирачи | Излазност | 67,31% | 3.846 | 65,30 |
| Бар         | 12.330         | 50,09%         | 12.286          | 49,91%          | 39.869              | 62,45     |        |       |       |
| Беране      | 4.291          | 26,66%         | 11.805          | 73,34%          | 23.409              | 66,63     |        |       |       |
| Бијело Поље | 13.067         | 47,64%         | 14.362          | 52,36%          | 39.362              | 68,75     |        |       |       |
| Будва       | 4.038          | 31,53%         | 8.770           | 68,47%          | 18.847              | 68,23     |        |       |       |
| Гусиње      | 1.513          | 88,79%         | 191             | 11,21%          | 4.549               | 37,83     |        |       |       |
| Даниловград | 3.330          | 31,99%         | 7.080           | 68,01%          | 13.170              | 79,45     |        |       |       |
| Жабљак      | 709            | 31,26%         | 1.559           | 68,74%          | 3.010               | 73,49     |        |       |       |
| Зета        | 2.101          | 21,11%         | 7.852           | 78,89%          | 12.542              | 79,52     |        |       |       |
| Колашин     | 1.291          | 27,17%         | 3.461           | 72,83%          | 6.054               | 79,34     |        |       |       |
| Котор       | 5.119          | 41,75%         | 7.141           | 58,25%          | 18.385              | 67,63     |        |       |       |
| Мојковац    | 1.794          | 35,50%         | 3.260           | 64,50%          | 6.538               | 78,34     |        |       |       |
| Никшић      | 16.941         | 38,19%         | 27.419          | 61,81%          | 57.326              | 75,20     |        |       |       |
| Петњица     | 2.676          | 87,91%         | 368             | 12,09%          | 6.259               | 48,65     |        |       |       |
| Пљевља      | 5.269          | 28,33%         | 13.332          | 71,67%          | 24.452              | 76,39     |        |       |       |
| Плав        | 3.721          | 72,38%         | 1.420           | 27,62%          | 9.374               | 55,43     |        |       |       |
| Плужине     | 237            | 12,54%         | 1.653           | 87,46%          | 2.349               | 79,31     |        |       |       |
| Подгорица   | 37.122         | 34,51%         | 70.438          | 65,49%          | 143.608             | 75,20     |        |       |       |
| Рожаје      | 11.004         | 83,26%         | 2.213           | 16,74%          | 22.836              | 58,31     |        |       |       |
| Тиват       | 3.470          | 42,31%         | 4.731           | 57,69%          | 12.007              | 69,02     |        |       |       |
| Тузи        | 5.855          | 82,01%         | 1.284           | 17,98%          | 12.383              | 57,31     |        |       |       |
| Улцињ       | 6.515          | 68,80%         | 2.955           | 31,20%          | 20.566              | 46,10     |        |       |       |
| Херцег Нови | 4.210          | 25,32%         | 12.417          | 74,68%          | 25.462              | 66,14     |        |       |       |
| Цетиње      | 6.353          | 71,31%         | 2.556           | 28,69%          | 13.372              | 67,16     |        |       |       |
| Шавник      | 735            | 47,95%         | 798             | 52,05%          | 1.777               | 87,56     |        |       |       |